# Mercatino Conca
Mercatino Conca (Marcatén in romagnolo e Mercadén in dialetto gallo-piceno) è un comune italiano di 1 053 abitanti della provincia di Pesaro e Urbino nelle Marche ma appartenente al territorio della Romagna storica . Fa parte della regione storico-geografica del Montefeltro. Il nome con cui fu noto fino al 1940 era Piandicastello (Pian Castel).
Deve il proprio nome alla prossimità del Conca, a carattere torrentizio, spesso secco durante il periodo estivo.

## Storia
Borgo fortificato di origine medievale, nel sec. XIV fu dominio dei Malatesta di Rimini; nel 1462 fu conquistato e distrutto da Federico da Montefeltro, che ottenutolo in feudo, ne ricostruì successivamente le fortificazioni. Nel sec. XVI passò a Cesare Borgia, a Venezia e nuovamente a Rimini. Con la restaurazione pontificia del 1815, fece parte della legazione di Urbino.

### Simboli

Il gonfalone comunale

Lo stemma e il gonfalone sono stati concessi con DPR del 12 febbraio 1962.
Vi è rappresentato il ponte sul fiume Conca; le tre api simboleggiano l'industria locale.
Il gonfalone è un drappo partito di azzurro e di giallo.

## Società

### Evoluzione demografica
Abitanti censiti

### Etnie e minoranze straniere
Secondo i dati ISTAT al 1º gennaio 2023 la popolazione straniera residente era di 130 persone e rappresentava il 12,5% della popolazione residente. Le comunità straniere più numerose (con percentuale sul totale della popolazione straniera) erano:
1. Marocco, 28 (21,54%)
2. Romania, 21 (16,15%)
3. Ucraina, 19 (14,62%)
4. Macedonia del Nord, 16 (12,31%)
5. Bulgaria, 13 (10%)

## Amministrazione
| Periodo        | Periodo        | Primo cittadino  | Partito                         | Carica  | Note          |
| -------------- | -------------- | ---------------- | ------------------------------- | ------- | ------------- |
| 23 giugno 1988 | 6 giugno 1993  | Paolo Bartolucci | Democrazia Cristiana            | Sindaco | [ 12 ]        |
| 7 giugno 1993  | 27 aprile 1997 | Angelo Maiani    | Centro-sinistra                 | Sindaco | [ 12 ]        |
| 28 aprile 1997 | 13 maggio 2001 | Angelo Maiani    | Centro-sinistra                 | Sindaco | [ 12 ]        |
| 14 maggio 2001 | 28 maggio 2006 | Luisa Benvenuto  | Centro-sinistra                 | Sindaca | [ 12 ]        |
| 29 maggio 2006 | 15 maggio 2011 | Luisa Benvenuto  | Centro-sinistra                 | Sindaca | [ 12 ]        |
| 16 maggio 2011 | 5 giugno 2016  | Omar Lavanna     | Cittadini di oggi               | Sindaco | [ 12 ]        |
| 6 giugno 2016  | 4 ottobre 2021 | Omar Lavanna     | Mercatino 2.0                   | Sindaco | [ 12 ] [ 13 ] |
| 4 ottobre 2021 | in carica      | Omar Lavanna     | Mercatino 4.0 (centro-sinistra) | Sindaco | [ 12 ]        |

### Proposta di aggregazione all'Emilia-Romagna
Nel comune di Mercatino Conca, il 9 e 10 marzo 2008, contemporaneamente al comune di Monte Grimano Terme si è tenuto un referendum per chiedere alla popolazione di far parte integrante della regione Emilia-Romagna sotto la provincia di Rimini. L'esito è stato negativo in quanto i voti favorevoli non hanno raggiunto il 50%+1 degli aventi diritto (i sì sono stati 474 su 965 aventi diritto, pari al 49,12% degli elettori).

## Sport
Al 2022 nessuna società sportiva rappresenta il comune di Mercatino Conca nei campionati calcistici marchigiani.
In passato era presente la società del Valconca.